# Primera Liga de Brasil de 2017
La Primera Liga de Brasil de 2017 (conocida informalmente como Copa Sur-Minas-Río de 2016) fue la segunda edición de un campeonato de fútbol de Brasil realizado entre clubes de los estados brasileños de Minas Gerais, Santa Catarina, Río Grande del Sur, Paraná y Río de Janeiro que se disputó desde el 24 de enero hasta el 4 de octubre.
El torneo se amplió a 16 equipos. Atlético Paranaense y Coritiba declinaron participar por diferencias económicas con la organización, siendo sustituidos por Londrina y Paraná. Ceará, que no clasificó a la Copa do Nordeste, fue invitado al torneo.

## Equipos
| Ceará - Ceará Paraná - Londrina - Paraná Santa Catarina - Avaí - Chapecoense - Criciúma - Joinville Río Grande del Sur - Brasil de Pelotas - Grêmio - Internacional | Minas Gerais - América Mineiro - Atlético Mineiro - Cruzeiro Río de Janeiro - Flamengo - Fluminense |

## Fase de grupos
La fase de grupos se disputará a una rueda del 24 de enero al 2 de marzo.

### Grupo A
| Pos | Equipo            | PJ | PG | PE | PP | DG | Puntos |
| --- | ----------------- | -- | -- | -- | -- | -- | ------ |
| 1   | Internacional     | 3  | 3  | 0  | 0  | +4 | 9      |
| 2   | Fluminense        | 3  | 1  | 1  | 1  | 0  | 4      |
| 2   | Brasil de Pelotas | 3  | 1  | 1  | 1  | 0  | 4      |
| 4   | Criciúma          | 3  | 0  | 0  | 3  | -4 | 0      |

### Grupo B
| Pos | Equipo          | PJ | PG | PE | PP | DG | Puntos |
| --- | --------------- | -- | -- | -- | -- | -- | ------ |
| 1   | Flamengo        | 3  | 2  | 1  | 0  | +3 | 7      |
| 2   | Grêmio          | 3  | 1  | 1  | 1  | -1 | 4      |
| 3   | Ceará           | 3  | 0  | 3  | 0  | 0  | 3      |
| 4   | América Mineiro | 3  | 0  | 1  | 2  | -2 | 1      |

### Grupo C
| Pos | Equipo           | PJ | PG | PE | PP | DG | Puntos |
| --- | ---------------- | -- | -- | -- | -- | -- | ------ |
| 1   | Cruzeiro         | 3  | 2  | 1  | 0  | +3 | 7      |
| 2   | Atlético Mineiro | 3  | 1  | 1  | 1  | +1 | 4      |
| 3   | Chapecoense      | 3  | 0  | 2  | 1  | -2 | 2      |
| 4   | Joinville        | 3  | 0  | 2  | 1  | -2 | 2      |

### Grupo D
| Pos | Equipo      | PJ | PG | PE | PP | DG | Puntos |
| --- | ----------- | -- | -- | -- | -- | -- | ------ |
| 1   | Londrina    | 3  | 3  | 0  | 0  | +3 | 9      |
| 2   | Paraná      | 3  | 1  | 1  | 1  | +1 | 4      |
| 3   | Figueirense | 3  | 0  | 2  | 1  | -1 | 2      |
| 4   | Avaí        | 3  | 0  | 1  | 2  | -3 | 1      |

## Fase final
Los ganadores de los tres grupos y el mejor segundo avanzarán a semifinales. Los dos ganadores disputarán la final.

### Cuartos de final
| 30 de agosto de 2017 | Internacional | 0-1     | Atlético Mineiro | Estadio Beira-Rio, Porto Alegre                                      |                                                                      |
| 19:30                |               | Reporte | Clayton 38'      | Asistencia: 12.184 espectadores Árbitro(s): Bráulio da Silva Machado | Asistencia: 12.184 espectadores Árbitro(s): Bráulio da Silva Machado |

| 30 de agosto de 2017 | Londrina                 | 2-0     | Fluminense | Estadio do Café, Londrina                                                |                                                                          |
| 19:30                | Carlos Henrique 41', 73' | Reporte |            | Asistencia: 3.376 espectadores Árbitro(s): Jean Pierre Gonçalves de Lima | Asistencia: 3.376 espectadores Árbitro(s): Jean Pierre Gonçalves de Lima |

| 30 de octubre de 2017 | Cruzeiro                      | 2-0     | Grêmio | Estadio Mineirão, Belo Horizonte                                      |                                                                       |
| 21:45                 | Raniel 88' · Arrascaeta 90+2' | Reporte |        | Asistencia: 7.545 espectadores Árbitro(s): Paulo Roberto Alves Júnior | Asistencia: 7.545 espectadores Árbitro(s): Paulo Roberto Alves Júnior |

| 30 de agosto de 2017 | Flamengo                                                                         | 1-1 (4-5 p.)               | Paraná                                                                             | Estadio Kléber Andrade, Cariacica                                   |                                                                     |
| 21:45                | Éverton Ribeiro 63' (pen.)                                                       | Reporte                    | Renatinho 65'                                                                      | Asistencia: 9.834 espectadores Árbitro(s): Renato Cardoso Conceição | Asistencia: 9.834 espectadores Árbitro(s): Renato Cardoso Conceição |
|                      |                                                                                  | Tiros desde el punto penal |                                                                                    |                                                                     |                                                                     |
|                      | Rafael Vaz · Gabriel · Vinicius Júnior · Conca · Éverton Ribeiro · Lucas Paquetá |                            | Renatinho · Leandro Vilela · Murilo Rangel · Eduardo Brock · Alemão · Vitor Feijão |                                                                     |                                                                     |

### Semifinales
| 02 de septiembre de 2017 | Atlético Mineiro | 1-0     | Paraná | Estádio Independência, Belo Horizonte                                        |                                                                              |
| 19:00                    | Elias 28'        | Reporte |        | Asistencia: 12.764 espectadores Árbitro(s): Luiz César de Oliveira Magalhães | Asistencia: 12.764 espectadores Árbitro(s): Luiz César de Oliveira Magalhães |

| 03 de septiembre de 2017 | Londrina                                     | 2-2 (3-1 p.)               | Cruzeiro                            | Estádio do Café, Londrina                                        |                                                                  |
| 11:00                    | Safira 81' · Germano 90+6'                   | Reporte                    | Lucas Silva 19' · Sassá 53'         | Asistencia: 17.061 espectadores Árbitro(s): Leandro Pedro Vuaden | Asistencia: 17.061 espectadores Árbitro(s): Leandro Pedro Vuaden |
|                          |                                              | Tiros desde el punto penal |                                     |                                                                  |                                                                  |
|                          | Germano · Marcinho · Ayrton · Artur · Dirceu |                            | Lucas Silva · Bryan · Arthur · Alex |                                                                  |                                                                  |

### Final
| 04 de octubre de 2017 | Londrina                              | 0-0 (4-2 p.)               | Atlético Mineiro                                | Estádio do Café, Londrina                                            |                                                                      |
| 21:45                 |                                       |                            |                                                 | Asistencia: 15.735 espectadores Árbitro(s): Bráulio da Silva Machado | Asistencia: 15.735 espectadores Árbitro(s): Bráulio da Silva Machado |
|                       |                                       | Tiros desde el punto penal |                                                 |                                                                      |                                                                      |
|                       | Jumar · Edson Silva · Ayrton · Dirceu |                            | Fábio Santos · Robinho · Clayton · Rafael Moura |                                                                      |                                                                      |

| Primera Liga de Brasil de 2017 |
| ------------------------------ |
| Londrina Campeón (1º título)   |

## Espectadores
- Chapecoense - Joinville (Arena Condá): 7.145 espectadores

## Goleadores
- Atualizado el 01 de octubre de 2017.[2]

| Goles | Jugador         | Equipo            |
| ----- | --------------- | ----------------- |
| 3     | Renatinho       | Paraná            |
| 2     | Ábila           | Cruzeiro          |
| 2     | Alisson Safira  | Londrina          |
| 2     | Arrascaeta      | Cruzeiro          |
| 2     | Carlos Henrique | Londrina          |
| 2     | Clayton         | Atlético Mineiro  |
| 2     | Éverton Ribeiro | Flamengo          |
| 2     | Gabriel         | Flamengo          |
| 2     | Germano         | Londrina          |
| 2     | Gustavo Papa    | Brasil de Pelotas |
| 2     | Paulo Rangel    | Londrina          |